# Lisa Loven Kongsli
Lisa Loven Kongsli (født 23. september 1979) er en norsk skuespillerinde.
Hun debuterede som skuespillerinde i 2008 og har siden haft nøgleroller i norske film. Hun har også haft roller i film, herunder Fatso (2008), Knerten (2009), The Orheim Company (2012) og Force Majeure (2014).